# 前鎮漁港
前鎮漁港位於臺灣南部的高雄市前鎮區，是高雄港港區內的多個漁港之一。該港屬於遠洋漁業基地，是臺灣農業部所歸類的「第一類漁港」之一，作業範圍包含太平洋、印度洋及大西洋等洋區，是全臺灣漁獲量最多、也是船舶噸位最大的漁港。

## 沿革
前鎮漁港於1964年建港，1967年啟用，位於高雄港內，為台灣最重要遠洋漁船基地。原屬高雄港之漁業專業區，2009年9月14日依法令「調整後高雄港區範圍」，劃出高雄港區範圍，確保漁港整建管理及維護。前鎮漁港碼頭水深達10公尺，可供5,000噸級漁船停泊，港內停泊以200噸以上之遠洋漁船為主，台灣500噸以上之遠洋漁船大多全部集中停泊於前鎮漁港，船隊鮪延繩釣、鰹鮪圍網、魷釣及秋刀魚棒受網等遠洋漁業。前鎮漁港作業區內設有高雄市政府海洋局、農業部漁業署、水產試驗所、海巡署以及漁業廣播電臺等單位。

### 漁港改造
依照前鎮漁港建設專案中長程計畫（2021至2024年），建置符合衛生安全規範之水產品生產及輸銷場域、友善船員休憩空間、改善港區水陸環境以及開拓產業觀光休憩，由行政院核定60億元預算進行改造工程，內政部國土管理署負責多功能水產品物流大樓、多功能船員服務中心、前鎮漁港南側碼頭及市場卸魚碼頭之整建，預定2024年竣工。
未來可能有捷運黃線通行。

## 交通資訊

高雄港區圖，中央藍色區塊為前鎮漁港所在。

### 公共自行車
- 高雄市公共自行車租賃系統：
  - 高雄市漁民服務中心：漁港中二路/漁港東二路(西北側)
  - 漁港南一興漁三路口：漁港南一路/興漁三路(西南側)
- 高雄捷運黃線